# Indica
Indica é uma banda finlandesa de pop rock que ganhou projeção mundial ao se tornar suporte da banda de metal sinfônico Nightwish.
A banda assinou seu primeiro contrato com a Sony BMG em 2003 ao impressionar um caçador de talentos, Jani Jalonen. O primeiro álbum, Ikuinen virta, saiu em 2004. O Disco teve uma ótima recepção na Finlândia ganhando Disco de Platina, com mais de 30 mil cópias vendidas.
O tecladista Tuomas Holopainen produziu os dois últimos álbuns do grupo:  Valoissa (2008) e A Way Away (2010). A banda então se tornou o número de abertura da quarta turnê mundial do Nightwish, banda de Tuomas, Dark Passion Play World Tour, ao lado dos suecos do Pain.

## Membros
- Jonsu – vocal, guitarra e violino
- Heini – baixo e vocal
- Sirkku – teclado e vocal
- Jenni – guitarra
- Laura – bateria

## Lançamentos
| Álbuns de estúdio: - Ikuinen virta (2004) - Tuuliset tienoot (2005) - Kadonnut puutarha (2007) - Valoissa (2008) - A Way Away (2010) - Shine (2014) Singles: - Scarlett (2004) - Ikuinen virta (2004) - Vettä vasten (2005) - Ihmisen lento (2005) - Vuorien taa (2005) - Pidä kädestä (2005) - Niin tuleni teen (2005) - Linnansa vanki (2007) - Noita (2007) - Ulkona (2007) - Pahinta tänään (2008) - Valoissa (2008) - 10 h myöhässä (2008) - A Definite Maybe (2013) | Vídeos musicais: - Scarlett (2004) - Ikuinen virta (2005) - Vuorien taa (2006) - Pidä kädestä (2006) - Linnansa vanki (2007) - Pahinta tänään (2008) - Valoissa (2008) - 10 h myöhässä (2009) |